# Gerechtelijk arrondissement Henegouwen
Het gerechtelijk arrondissement Henegouwen (Frans: arrondissement judiciaire du Hainaut) is het enige gerechtelijk arrondissement in het gerechtelijk gebied Bergen. Het valt samen met de grenzen van de provincie Henegouwen. Het gerechtelijk arrondissement Henegouwen telt drie afdelingen (Bergen, Charleroi en Doornik), 20 gerechtelijk kantons en 69 gemeenten. De gerechtelijke kantons zijn Aat, Bergen 1 & 2, Binche, Boussu-Colfontaine 1 & 2, Charleroi 1-4, Châtelet, Chimay, Doornik 1 & 2, La Louvière, Leuze-en-Hainaut, Moeskroen, Seneffe, Thuin en Zinnik.
Het gerechtelijk arrondissement ontstond op 1 april 2014 als gevolg van de gewijzigde gerechtelijke indeling van België en omvat de voormalige gerechtelijke arrondissementen Bergen, Charleroi en Doornik.
Het gerechtelijk arrondissement Henegouwen heeft twee parketten (het parket van Bergen-Doornik en het parket van Charleroi) omdat het anders overeenkomt met het gerechtelijk gebied Bergen waardoor er maar één procureur-generaal voor één procureur des Konings zou zijn, wat problemen zou kunnen geven. Op deze speciale regeling is er echter kritiek omdat dit oneerlijk is tegenover andere gerechtelijke arrondissementen.
Het arrondissement is zetel van een van de 12 rechtbanken van eerste aanleg van België. Ook deze rechtbank heeft drie afdelingen, in Bergen, Charleroi en Doornik.